# Gmina Dubeninki
Die Gmina Dubeninki ist eine Landgemeinde im Powiat Gołdapski der Woiwodschaft Ermland-Masuren in Polen. Ihr Sitz ist das gleichnamige Dorf (deutsch Dubeningken) mit etwa 725 Einwohnern.

## Geographie

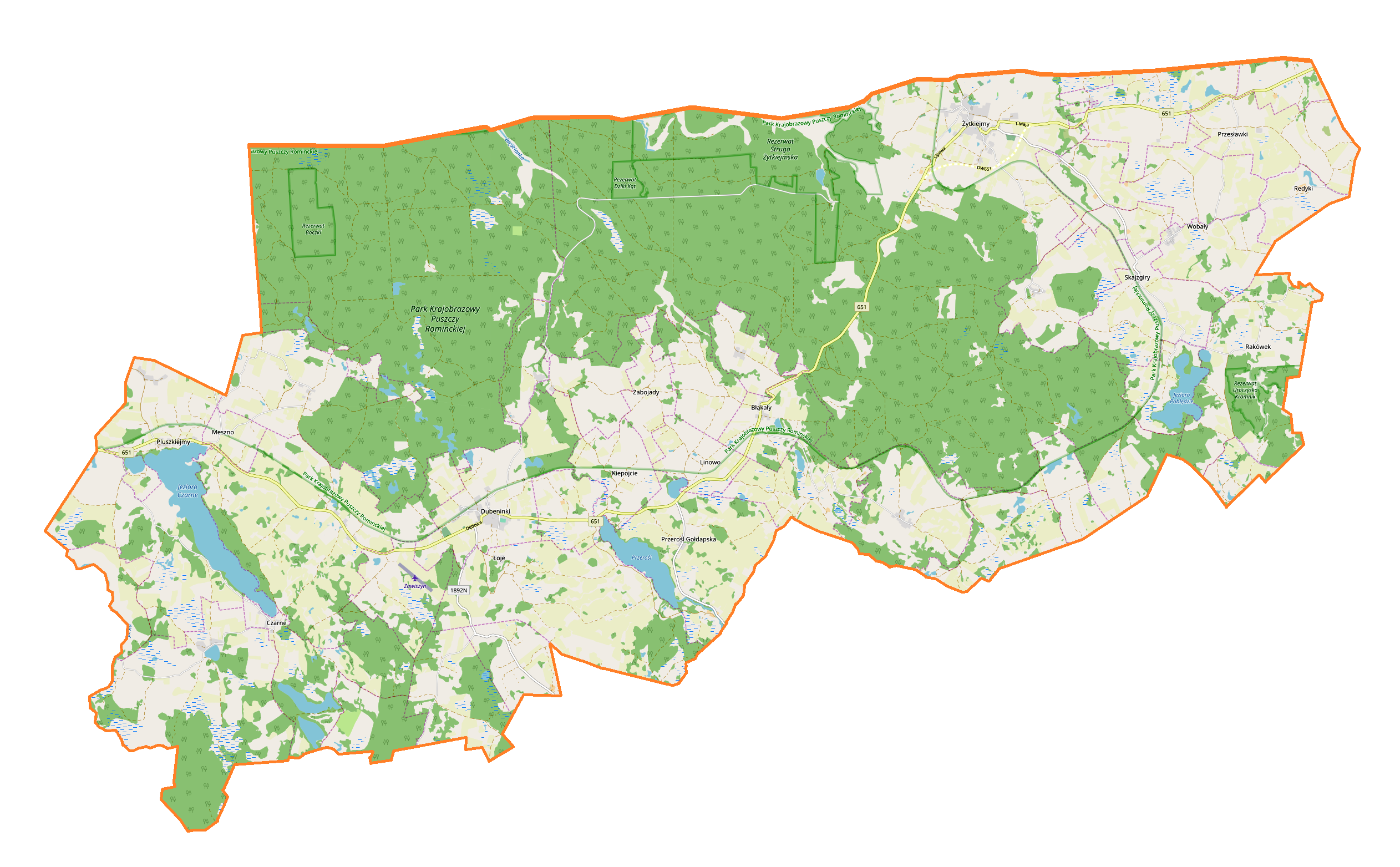
Karte der Gemeinde

Die Gemeinde liegt im Nordosten der Woiwodschaft und grenzt an den Oblast Kaliningrad, Litauen und die Woiwodschaft Podlachien. Die Kreisstadt Gołdap (Goldap) liegt etwa acht Kilometer westlich. Die Nordgrenze ist Grenze zum Rajon Nesterow. Die Nordostspitze des Gebiets ist das Dreiländereck von Polen, Litauen und Russland. Nachbargemeinden sind in Litauen die Rajongemeinde Vilkaviškis im Nordosten, in Polen und Podlachien Wiżajny im Westen, Gmina Przerośl und Filipów im Süden Powiat Giżycki sowie Gołdap im Westen.
Die Gemeinde hat eine Fläche von 205,2 km², die zu 49 Prozent land- und zu 38 Prozent forstwirtschaftlich genutzt wird. Zum Gemeindegebiet gehören eine größere Zahl kleinerer Seen, darunter Czarne (162 ha), Przerośl (65 ha) und Pobłędzie. Der Teich Dobellus Mały (Kleiner Dobellus) verschwand 1926 zeitweise durch eine Sumpfgasexplosion. Der Norden der Gemeinde gehört zur Rominter Heide.

## Geschichte
Die Landgemeinde wurde 1973 aus verschiedenen Gromadas wieder gebildet. Ihr Gebiet gehörte von 1946 bis 1975 zur Woiwodschaft Białystok und anschließend bis 1998 zur Woiwodschaft Suwałki, der Powiat wurde 1975 aufgelöst. Zum 1. Januar 1999 kam die Gemeinde zur Woiwodschaft Ermland-Masuren und zum Powiat Olecko-Gołdapski, der 2002 geteilt wurde.

## Gliederung

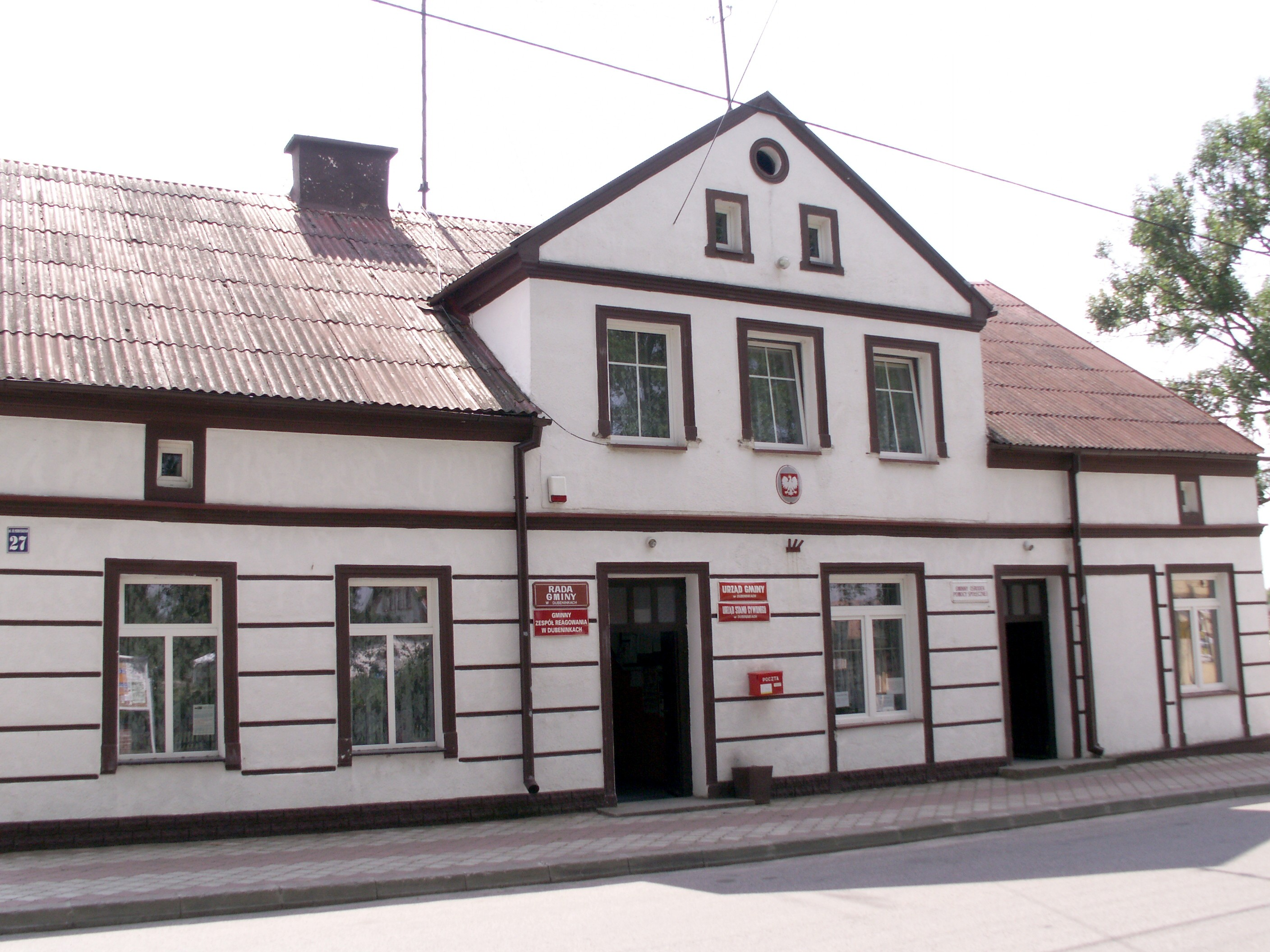
Amtsgebäude der Gemeinde

Die Landgemeinde Dubeninki besteht aus 21 Dörfern (deutsche Namen, amtlich bis 1945) mit einem Schulzenamt (sołectwoa):
- Będziszewo (Padingkehmen, 1938–1945 Padingen)
- Białe Jeziorki
- Błąkały (Blindgallen, 1938–1945 Schneegrund)
- Błędziszki (Blindischken, 1938–1945 Wildwinkel)
- Budwiecie (Budweitschen, 1938–1945 Elsgrund)
- Cisówek
- Czarne (Czarnen, 1938–1945 Scharnen)
- Degucie (Dagutschen, 1938–1945 Zapfengrund)
- Dubeninki (Dubeningken, 1938–1945 Dubeningen)
- Kiekskiejmy (Kögskehmen, 1938–1945 Kecksheim)
- Kiepojcie (Eschergallen, 1938–1945 Äschenbruch)
- Lenkupie (Lengkupchen, 1938–1945 Lengenfließ)
- Linowo (Linnawen, 1938–1945 Linnau)
- Maciejowięta (Matznorkehmen, 1938–1945 Matztal)
- Pluszkiejmy (Plautzkehmen, 1938–1945 Engern (Ostpr.))
- Przerośl Gołdapska (Präroszlehnen, 1935–1945 Jägersee)
- Rogajny (Rogainen)
- Skajzgiry (Skaisgirren, 1938–1945 Hellerau)
- Stańczyki (Staatshausen)
- Żabojady (Szabojeden, 1938–1945 Sprindberg)
- Żytkiejmy (Szittkehmen, 1938–1945 Wehrkirchen)

Kleinere Ortschaften der Gemeinde sind:
- Barcie (Thewelkehmen, 1938–1945 Tulkeim)
- Boczki
- Bludzie Małe (Klein Bludszen/Bludschen, 1938–1945 Klein Forsthausen)
- Bludzie Wielkie (Groß Bludszen/Bludschen, 1938–1945 Forsthausen)
- Golubie Małe
- Kociołki (Kotziolken, 1910–1945 Langensee)
- Kramnik
- Łoje 8–16 (zu Dubeninki; Loyen, 1938–1945 Loien)
- Łoje 1–7 (zu Kiepojcie gehörend)
- Łysogóra (Keppurdeggen, 1938–1945 Kühlberg)
- Markowo
- Marlinowo (Marlinowen, 1938–1945 Mörleinstal)
- Meszno (Meschkrupchen, 1938–1945 Meschen)
- Orliniec (Adlersfelde)
- Ostrowo (Ostrowen, 1938–1945 Mühlhof)
- Pobłędzie (Pablindschen, 1938–1945 Zollteich)
- Przesławki (Präslauken, 1938–1945 Praßlau)
- Rakówek
- Redyki (Reddicken)
- Sumowo (Summowen, 1938–45 Summau)
- Tuniszki (Upidamischken, 1938–1945 Altenzoll)
- Wobały (Gut Pabbeln, 1939–1945 Pabbeln)
- Wysoki Garb (Auxkallen, 1938–1945 Bergerode)
- Zawiszyn (Katharinenhof)
- Żerdziny (Serteggen, 1938–1945 Serteck)

## Verkehr
Die Woiwodschaftsstraße DW651 verläuft durch die Gemeinde von West nach Ost. Sie führt von Gołdap (Goldap) nach Sejny. In Dubeninki zweigt eine untergeordnete Straße nach Filipów ab.
Die Bahnstrecke Gumbinnen–Goldap wird seit 1944 nicht mehr betrieben.